# الیاس فان برسخم
الیاس فان برسخم (انگلیسی: Elias Van Breussegem؛ زادهٔ ۱۰ آوریل ۱۹۹۲ ‏(۳۲ سال)) دوچرخه‌سوار اهل بلژیک است.
از باشگاه‌هایی که در آن بازی کرده‌است می‌توان به ورانداس ویلمز–کرلان اشاره کرد.